# Liste der Monuments historiques in Saint-Sauveur-sur-École
Die Liste der Monuments historiques in Saint-Sauveur-sur-École führt die Monuments historiques in der französischen Gemeinde Saint-Sauveur-sur-École auf.

## Liste der Objekte
| Bezeichnung                            | Beschreibung          | Standort                        | Kennzeichnung | Schutzstatus | Datum | Bild |
| -------------------------------------- | --------------------- | ------------------------------- | ------------- | ------------ | ----- | ---- |
| Tabernakel des nördlichen Seitenaltars | Holz, 19. Jahrhundert | in der Kirche St-Eutrope (Lage) | PM77002526    | Inscrit      | 1977  |      |